# 切爾諾夫策車站
切爾諾夫策（羅馬化：Chernivtsi）是位於烏克蘭切爾諾夫策的一座鐵路車站，由利沃夫鐵路局管理。車尼夫契車站啟用於1866年9月1日，隨利沃夫-切爾諾夫策鐵路而啟用，當時的切爾諾夫策為奧匈帝國加利西亞和洛多梅里亞王國的領土。
第二代的車站大樓由奧地利建築師奥托·瓦格纳設計，建於1906年，1909年11月30日竣工。這座車站是一座以維也納新藝術風格建造的兩層樓建築，該建築有一個綠色的圓頂，立面並飾有希臘神話女神伊里斯的雕像；根據古希臘神話，伊里斯女神被能夠連結天和地，她舉起的手象徵著對旅客的熱烈歡迎和告別。
在第一次世界大戰和第二次世界大戰期間，車站建築被損壞，後來被修復。目前車站建築已被列為烏克蘭文化遺產。
以前，火車的每次發車都會伴隨切爾諾夫策交響樂團的演奏，這些旋律的錄音今天仍在使用。

## 圖片集

切爾諾夫策車站
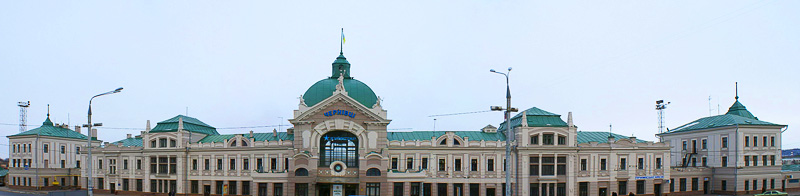
車站全景
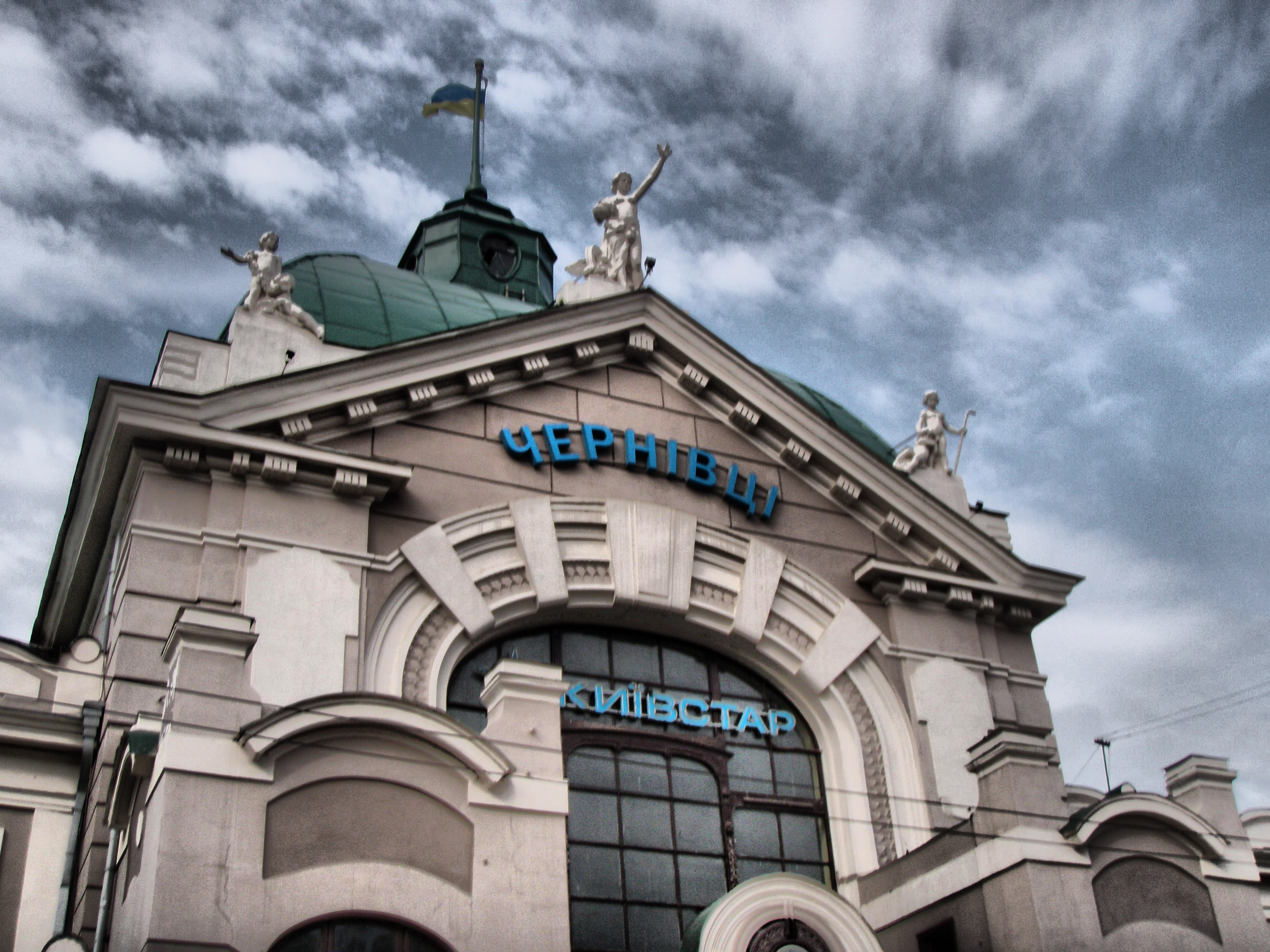
車站正面的女神伊里斯雕像
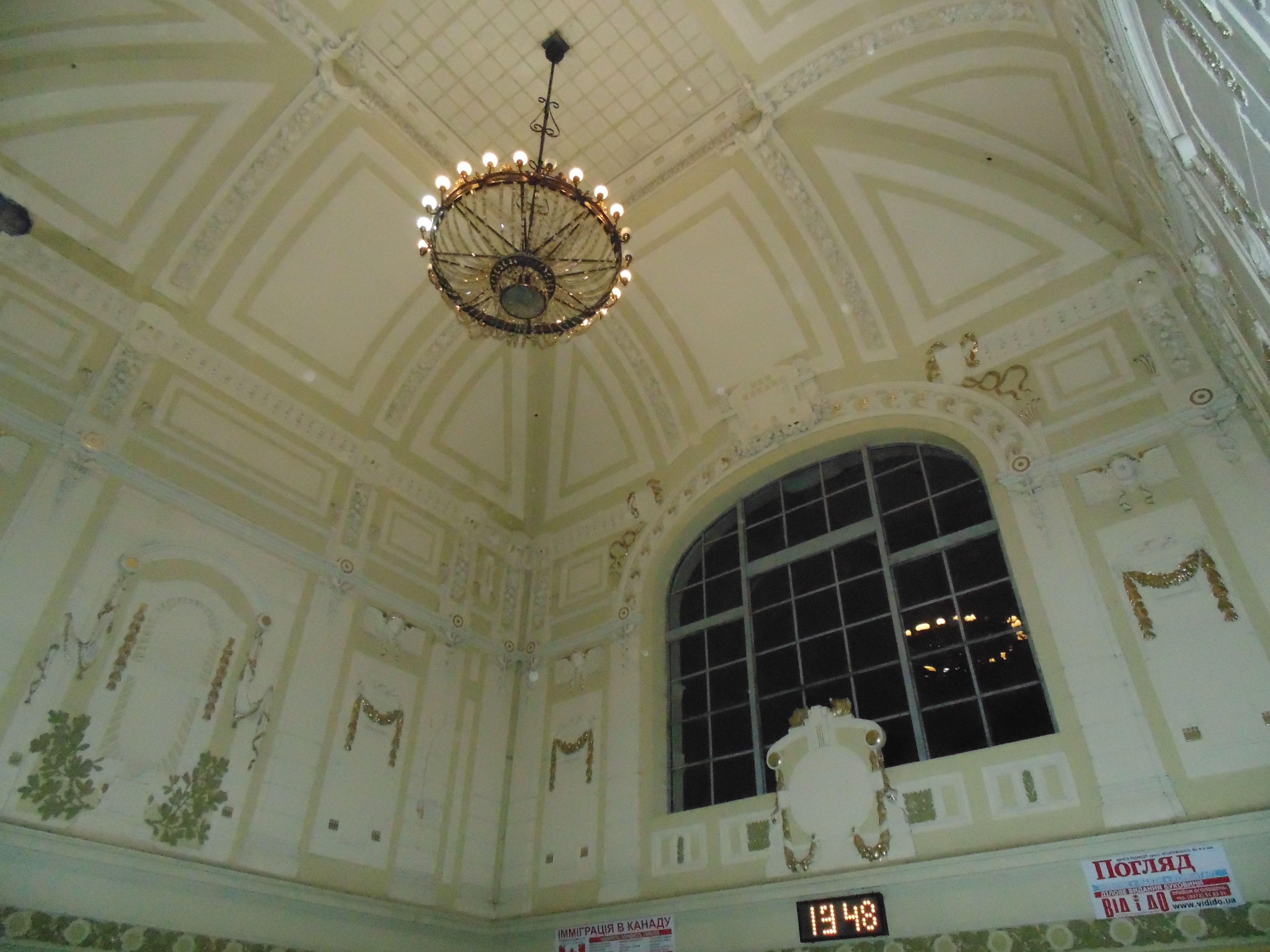
車站大廳